# 尹順之
尹 順之（ユン・スンジ、1592年 - 1666年）は李氏朝鮮の文臣。字は楽天、号は涬溟、諡号は尹君正。本貫は海平尹氏。祖父は尹斗寿、外祖父は沈義謙。

## 人物
幼少時に祖父から学問の薫陶を受け、1614年、衛聖功臣三等に叙された。1620年に科挙に及第したが、丁卯胡乱では父の尹暄が軍務を果たせず死罪となる不幸に見舞われた。1629年に再び仕官し、丙子の乱で仁祖が南漢山城に籠城するとそれに付き従った。1643年、朝鮮通信使の正使として、江戸幕府将軍世子(徳川家綱)誕生の祝賀と、日光東照宮への献額などのため来日し、鎖国体制下の日本の内情視察にあたった。1657年には宣祖実録の編纂に参加した。1663年に工曹判書に登用された。著作に「涬溟齋詩集」がある。